# Jacob Bronowski
Jacob Bronowski (Łódź, 18 gennaio 1908 – East Hampton, 22 agosto 1974) è stato un matematico, biologo e scrittore polacco di origine ebraica naturalizzato britannico, noto soprattutto per aver realizzato e presentato nel 1973 la serie di documentari prodotta dalla BBC, The Ascent of Man, opera che descrive in 13 puntate la storia dello sviluppo dell'essere umano e che lo rese celebre come divulgatore scientifico.

## Biografia
Quand'era ancora bambino la sua famiglia si trasferì prima in Germania durante la prima guerra mondiale, e poi nel Regno Unito nel 1920, dove prese la cittadinanza britannica. Vinse una borsa di studio per l'Università di Cambridge, dove studiò matematica.

### Analisi e ricerca militare
Durante la seconda guerra mondiale Bronowski ha lavorato in operazione di ricerca per il Ministro della sicurezza nazionale del Regno Unito, dove ha sviluppato approcci matematici alla strategia di bombardamento per la RAF.
Alla fine della guerra, Bronowski ha partecipato ad un gruppo di scienziati e ingegneri civili Britannici visitando il Giappone per documentare gli effetti dei bombardamenti atomici di Hiroshima e Nagasaki e le sue implicazioni per il futuro della difesa civile UK. Bronowski, insieme con il Professor W. N. Thomas della Cardiff University, ha prodotto il documento segreto "Rapporto della missione britannica in Giappone su una ricerca sugli effetti delle bombe atomiche di Hiroshima e Nagasaki", che è stato divulgato ai vari dipartimenti governativi e consultato nella progettazione dei futuri edifici pubblici del Regno Unito.

## Bibliografia

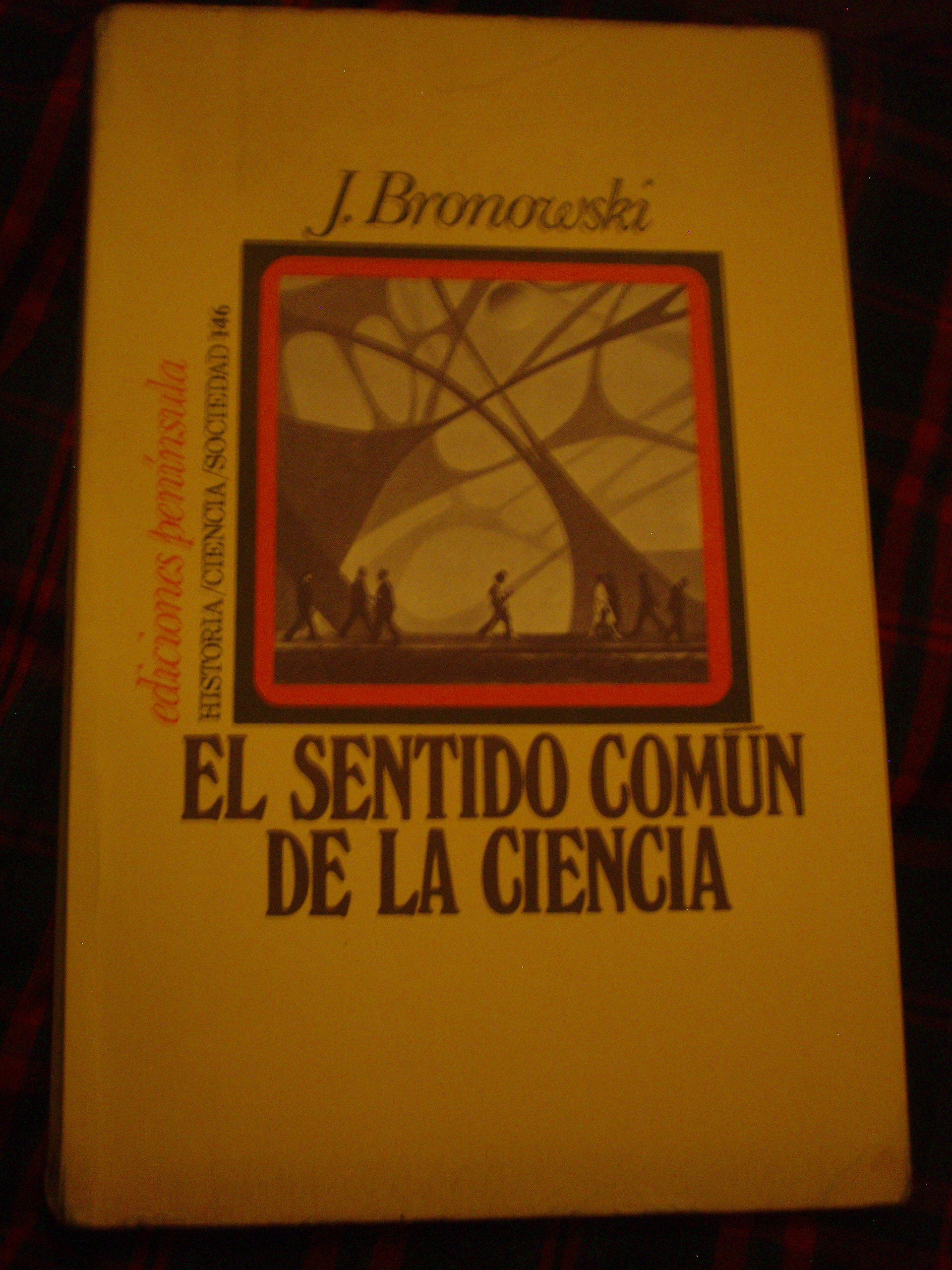
El sentido común de la ciencia